# Freakum Dress
"Freakum Dress" é uma canção da cantora americana Beyoncé, gravada para seu segundo álbum de estúdio B'Day. A canção foi composta por Beyoncé, Rich Harrison e Makeba Riddick. "Freakum Dress" é semelhante às músicas que o grupo Destiny's Child gravou na década de 1990. A música é derivada dos gêneros musicais R&B, funk, hip hop e também o dance-pop contendo elementos limitados do go-go de 1980.
"Freakum Dress" foi bem recebido pelos críticos de música que elogiaram os vocais de Beyoncé e a assertividade com que ela proporciona a letra da música. Muitos críticos também notaram que a batida da música no fundo ficou muito bem com o arranjo vocal e os instrumentos utilizados. O videoclipe da música foi dirigido por Ray Kay, com co-direção de Beyoncé para o álbum B'Day Anthology Video Album. Trinta vestidos metálicos foram desenhados por Tina Knowles que foram utilizados na produção do videoclipe, onde Beyoncé dança com mulheres de diferentes idades, raças e tamanhos. Beyoncé explicou que a principal razão para a criação de um clipe para a canção foi mostrar o que um "vestido maluco" parece.

## Performances ao vivo
Apesar de Beyoncé não divulgar "Freakum Dress" em qualquer apresentação na televisão, a música fez parte da lista de músicas das turnês mundiais The Beyoncé Experience e I Am... Tour. Em 5 de Agosto de 2007, Beyoncé cantou a música no Madison Square Garden em Manhattan, onde ela começou a música diretamente do que de costume, falando: "Pare, eu ainda não está pronta - aguarde, deixa eu arrumar o meu cabelo...". Jon Pareles do New York Times elogiou o desempenho, afirmando: "Beyoncé não precisa de distrações em seu canto que pode ser gracioso ou agressivo, choroso ou vicioso, rápido com sílabas destacadas ou sustentado por melismas. Mas ela está em constante movimento, suportando seus trajes [...]". Quando Beyoncé cantou a música em Sunrise, Flórida no dia  29 de Junho de 2009, ela estava usando uma malha de ouro reluzente, acompanhada por seus bailarinos e músicos que tocavam uma batida animada. Sua performance foi acompanhada por duas bateristas, dua tecladistas, uma percussionista e uma trompetista, três vocalistas de apoio que são chamadas de The Mamas e a guitarrista Bibi McGill. "Freakum Dress" foi incluído na lista de músicas do álbum ao vivo The Beyoncé Experience Live e na edição deluxe do álbum I Am... World Tour.

## Desempenho
| Tabelas musicais (2007)                           | Melhor posição |
| ------------------------------------------------- | -------------- |
| Estados Unidos - Bubbling Under R&B/Hip-Hop Songs | 16             |

## Créditos
Os créditos foram retirados do encarte do álbum.
- Vocais: Beyoncé Knowles
- Compositor: Beyoncé Knowles, Rich Harrison, Makeba, Angela Beyincé
- Produtor: Rich Harrison, Beyoncé Knowles
- Gravação: Jim Caruana
  - Assistente por: Rob Kinelski e Jamie Rosenberg
- Mixagem: Jason Goldstein & Rich Harrison
  - Assistente por: Steve Tolle